# Helmut Seibt
Helmut Seibt (n. 25 iunie 1929, Viena, Republica Austriacă – d. 21 iulie 1992) a fost un patinator artistic ce a reprezentat Austria, medaliat olimpic. A participat la 2 ediții ale Jocurilor Olimpice (1948, 1952) în care a câștigat 1 medalie de argint.